# Internationale Reporter
Internationale Reporter (norwegisch: Internasjonal Reporter, IR) ist eine norwegische Nichtregierungsorganisation, die sich für die Verbesserung und Erweiterung der norwegischen Medienberichterstattung über Afrika, Asien und Lateinamerika einsetzt. Die Organisation fördert internationale journalistische Kooperationen sowie die Nutzung von Kontakten vor Ort.
Die Organisation wurde 1987 als Forum für Entwicklungsjournalismus von Lehrpersonal der Norwegischen Journalismushochschule, Forschern und Journalisten gegründet. Der Sitz ist Oslo, Norwegen.

## International Resource Network
Der Verein unterhält eine englischsprachige Datenbank, das sogenannte International Resource Network (IRN) Es enthält Profile von Journalisten, Fotoreportern, Forschern, Mitarbeitern von Hilfsorganisationen, Experten vor Ort und sonstigen Dritte-Welt-Experten, die vor Ort leben oder sich intensiv mit diesen Themen auseinandersetzen. Die wichtigste Zielgruppe der IRN sind norwegische Journalisten, auch wenn die Datenbank auch von Personen, die in der Entwicklungshilfe, in der freien Wirtschaft oder in anderen nichtstaatlichen Organisationen beschäftigt sind, genutzt werden kann.

## Journalismuspreis
Die Auszeichnung Internasjonal Reporters Journalistpris würdigt ein journalistisches Produkt, das auf aufschlussreiche, überraschende und spannende Art und Weise ein internationales Problem – insbesondere in Afrika, Asien oder Lateinamerika – darstellt. Der Preis wurde 2010 zum ersten Mal vergeben und ging an Inger Sunde und Harald Eraker für Connecting people, ein kritischer Dokumentarfilm über die Handy-Industrie, der auf NRK-Brennpunkt ausgestrahlt wurde. Kristin Solberg, Korrespondent der Aftenposten in Südostasien, erhielt die Auszeichnung 2011 für ihre Reportage Gjennom de renes land.